# السينما الوطنية.كوم
السينما الوطنية.كوم هو موقع ويب من نوع قاعدة بيانات أفلام ‏ ومجمع المراجعات ‏ وقاعدة بيانات على النت أنشئ في 9 يونيو 2001، وهو متوفر باللغة الإسبانية.

## وصلات خارجية
- الموقع الرسمي